# Cylindrophis ruffus
Il cilindrofide rosso (Cylindrophis ruffus) è un serpente appartenente al genere Cylindrophis,  famiglia Cylindrophiidae. Vive nel Sud-est asiatico, principalmente in Indocina e nelle Isole della Sonda.

## Descrizione
Come suggerisce il nome, questo serpente ha un corpo cilindrico; la testa, piccola, possiede due occhi minuti con pupilla ellittica, che si aprono tra due squame. Il collo è sostanzialmente inesistente, mentre la coda è corta e termina con una punta ottusa. Le squame ventrali sono più grandi delle dorsali. Il cilindrofide rosso ha una colorazione scura, o addirittura nera, sul dorso; il ventre invece è più chiaro, con fasce scure trasversali. Sul dorso, in alcuni esemplari, sono presenti fasce o anelli irregolari di colore chiaro. La coda, ventralmente, è di colori molto accesi, di solito arancio o rosso. Il cilindrofide, come i suoi simili aniliidi (Aniliidae), possiede due ghiandole velenifere ma manca di denti scanalati, e risulta quindi pressoché innocuo.

## Habitat
In tutto il suo areale, questo serpente si trova nelle paludi e soprattutto nelle risaie. Scava gallerie nel fango, raggiungendo una profondità elevata, e le sue attività si concentrano in particolar modo nelle ore notturne, quando preda anguille e piccoli serpenti, oltre a invertebrati e anfibi.

## Comportamento
Se molestato, il cilindrofide assume un bizzarro comportamento: si arrotola su se stesso nascondendo la testa sotto le spire, e lasciando sporgere la coda rosso vivo, la quale ricorda una testa (per questo motivo il cilindrofide è noto anche con il nome di serpente a due teste). Il predatore si avventa sulla coda credendo che si tratti del capo dell'animale ma, vedendo che nonostante venga colpita al capo la preda non muore, il più delle volte desiste e abbandona la caccia.

## Riproduzione
La femmina partorisce da due a dieci piccoli per parto.